# Ait Oum El Bekht
Ait Oum El Bekht  (in arabo أيت أم البخث‎?) è un centro abitato e comune rurale del Marocco situato nella provincia di Béni Mellal, regione di Béni Mellal-Khénifra. Conta una popolazione di 8 198 abitanti (censimento 2014).